# Le Cas Malaussène 1 : Ils m'ont menti
Le Cas Malaussène 1 : Ils m'ont menti est un roman policier de Daniel Pennac paru en 2017. Il s'agit du septième tome de la Saga Malaussène. L'auteur a écrit une suite parue six ans plus tard, Le Cas Malaussène 2 : Terminus Malaussène.

## Résumé
Benjamin Malaussène est chargé par la reine Zabo de cacher et de protéger l'écrivain Alceste Fontana dont les éditions du Talion viennent de publier le roman autobiographique qui lui a valu d'être passé à tabac par ses frères et sœurs. Il décide d'accomplir cette tâche dans le Vercors qu'il connaît bien, s'éloignant de Paris et des différents membres de sa famille.
Pendant ce temps, à Paris, Georges Lapietà, un ancien ministre, est enlevé et très vite, une rançon est demandée pour sa libération. Le commissaire divisionnaire Joseph Silistri et le capitaine Adrien Titus, bien connus de la famille Malaussène, sont chargés de résoudre l'affaire.